# Усть-Нюра
Усть-Нюра — упразднённое село в Тулунском районе Иркутской области России. Входило в состав Азейского сельского поселения. Исключено из учётных данных в 1998 году.

## География
Находилось на левом берегу реки Нюра (приток Ии), у горы Ионова, в 4 км к северо-востоку от деревни Нюра. В настоящее время на месте бывшего села расположен карьер «Диабаз».

## История
Постановлением губернатора Иркутской области от 21 сентября 1998 года № 574-п село исключено из учётных данных.